# Archidiecezja Chongqing
Archidiecezja Chongqing (łac. Archidioecesis Ciomchimensis, chiń. 天主教重庆总教区) – rzymskokatolicka archidiecezja ze stolicą w Chongqing, w Chińskiej Republice Ludowej.

## Sufraganie archidiecezji Chongqing
Sufraganiami archidiecezji Chongqing są diecezje:
- Chengdu
- Kangding
- Leshan
- Nanchong
- Xichang
- Wanzhou
- Yibin

## Historia
2 kwietnia 1856 z mocy decyzji Piusa IX erygowano wikariat apostolski Wschodniego Syczuanu. Wcześniej katolicy z tych terenów należeli do wikariatu apostolskiego Syczuanu przemianowanego tego dnia na wikariat apostolski Północno-Zachodniego Syczuanu (obecnie diecezja Chengdu).
3 grudnia 1924 zmieniono nazwę na wikariat apostolski Chongqingu.
2 sierpnia 1929 wydzielono część parafii i misji, które weszły w skład nowo utworzonego wikariatu apostolskiego Wanzhou (obecnie diecezja Wanzhou).
W wyniku reorganizacji chińskich struktur kościelnych 11 kwietnia 1946 wikariat apostolski Chongqingu podniesiono do godności archidiecezji i stolicy metropolii.
Z 1950 pochodzą ostatnie pełne, oficjalne kościelne statystyki. Archidiecezja Chongqing liczyła wtedy:
- 37 608 wiernych (0,3% społeczeństwa)
- 85 księży (wszyscy diecezjalni)
- 6 braci i 114 sióstr zakonnych
- 42 parafie.

Od zwycięstwa komunistów w chińskiej wojnie domowej w 1949 archidiecezja, podobnie jak cały prześladowany Kościół katolicki w Chinach, nie może normalnie działać. W latach 1963–1992 archidiecezją rządziło dwóch antybiskupów mianowanych przez Patriotyczne Stowarzyszenie Katolików Chińskich z polecenia władz państwowych. Nie uznawali oni zwierzchności papieskiej. Ich następca, abp Peter Luo Beizhan (sprawujący urząd w latach 1993 – 2001) miał akceptację Stolicy Apostolskiej. Od 2001 komunistyczne władze nie mianowały ordynariuszy w Chongqingu. Brak danych o arcybiskupach Kościoła podziemnego.

## Biskupi i arcybiskupi Chongqing
Od śmierci abp. Petera Luo Beizhana 26 marca 2001 na katedrze arcybiskupiej trwa wakans. Być może działa arcybiskup Kościoła podziemnego.